# Marinesanitätsdienst

Laufbahnabzeichen der Unteroffiziere und Mannschaften des Sanitätsdienstes der Marine

Der Marinesanitätsdienst erbringt ärztliche, pflegerische, logistische und rettungsdienstliche Leistungen für die fahrenden und fliegenden Einheiten der Deutschen Marine. Die Umstrukturierung der Bundeswehr brachte der Marine den Verlust des landgebundenen Sanitätsdienstes. Die truppenärztliche Versorgung der Landeinheiten obliegt dem Zentralen Sanitätsdienst der Bundeswehr. Das Seebataillon verfügt im Stab über eine eigene Sanitätseinsatzgruppe (SanEinsGrp), welche mit Beweglichen Arzttrupps und Rettungstrupps (aus Notfallsanitätern / Rettungsassistenten) die notfallmedizinische Erstversorgung (Role 1) sicherstellt.

## Admiralarzt der Marine
An der Spitze des Marinesanitätsdienstes steht seit dem 1. Oktober 2012 der Abteilungsleiter Marinesanitätsdienst und Admiralarzt der Marine im Marinekommando in Rostock. Von dort führt er  den Sanitätsdienst der Marine und das Schifffahrtmedizinische Institut der Marine. Er ist der fachliche Berater des Inspekteurs der Marine und des Befehlshabers der Flotte sowie der truppendienstliche und fachliche Vorgesetzte des Schifffahrtmedizinischen Instituts. Er ist oberster Taucherarzt der Bundeswehr und berät den Inspekteur des Sanitätsdienstes der Bundeswehr in allen Angelegenheiten der Maritimen Medizin, Tauchmedizin und Überdruckmedizin.
Fachlich unterstellt sind ihm die Truppenfachlehrer Sanitätsausbildung an den Schulen der Marine (Marinetechnikschule, Marineunteroffizierschule, Marineoperationsschule, Einsatzausbildungszentrum Schadensabwehr Marine).
Die Abteilung Marinesanitätsdienst im Marinekommando besteht aus den Dezernaten:
Heilfürsorge/Maritime Medizin/Leitender Fliegerarzt der Marine
Einsatzplanung/Einsatzführung
Wehrpharmazie und
Ausbildung/Forschung/Organisation
Medizinische Informatik
und dem Referat Planung/Konzeption.
Aktuell ist Flottenarzt Dirk Stölten Admiralarzt der Marine (gleichzeitig Abteilungsleiter Marinesanitätsdienst im Marinekommando). Er ist Nachfolger von Stephan Apel, der von März 2016 bis September 2022 Admiralarzt der Marine war.

## Leiter der Sanitätsdienste
In den Flottillenstäben der Einsatzflottille 1 und Einsatzflottille 2 führen weiterhin Leiter der Sanitätsdienste (LSD) ihren nachgeordneten Bereich. Der LSD der Einsatzflottille 2  führt die Schiffsärzte und verantwortet die personelle und materielle Einsatzbereitschaft der beiden Marineeinsatzrettungszentren (MERZ), die der Marine auf den Einsatzgruppenversorgern zur Verfügung stehen.
Die Neuordnung des Sanitätsdienstes der Bundeswehr und die borddienstlichen Besonderheiten bei insgesamt 23.000 Seetagen verlangen eine ständige Anpassung und Intensivierung der Ausbildung des Sanitätspersonals. Der Schiffs- oder Geschwaderarzt nimmt hausärztliche, notfallmedizinische, präventivmedizinische  und arbeitsmedizinische Aufgaben wahr.  Als Schiffs-, Taucher- oder Fliegerarzt steht der Sanitätsoffizier dem Geschwaderkommandeur,  Kommandanten oder Kommodore zur Seite.

## Borddienstliche Ausbildung

### Schiffsarzt

Dienstgradabzeichen eines Stabsarztes der Marine

Vor dem Hintergrund dieser Forderungen wurde die Schiffsarztausbildung modifiziert. Jeder kontinuierlich an Bord eingesetzte Sanitätsoffizier soll grundsätzlich zum Schiffsarzt ausgebildet werden. Das bedeutet eine zweijährige klinische Ausbildung in Chirurgie, Innerer Medizin, Anästhesiologie und Radiologie. Diesem Abschnitt an den Bundeswehrkrankenhäusern folgt eine einjährige maritime Ausbildung unter Federführung des Schifffahrtmedizinischen Instituts der Marine.
Die Lehrgänge Schiffsarzt, Taucherarzt und Fliegerarzt werden durch Ausbildungsabschnitte in Rettungsmedizin, Arbeitsmedizin, Sonographie, Stressmanagement, Überleben auf See, Zahnmedizin und Telemedizin ergänzt.

### Unteroffiziere
Wegen (allfälliger) Nachwuchsprobleme wurde die Ausbildung der Sanitätsmeister den Vorgaben der Soldatenlaufbahnverordnung, den Anforderungen des Dienstpostens und des erweiterten Auftrags sowie den zivilen Verordnungen und Gesetzen angepasst. So heißt der „San-Meister“ neuerdings „Schifffahrtsmedizinischer Assistent“.
Der für eine Bordverwendung vorgesehene Portepéeunteroffizier durchlief bzw. durchläuft nach der Ausbildung zum Rettungsassistenten bzw. Notfallsanitäter eine ca. anderthalbjährige fachliche Vorbereitung auf seine Bordverwendung. Dabei absolviert er nicht nur Lehrgänge in Schiffssicherung, Tauchmedizin, Heilfürsorge und Sanitätsmaterial-Logistik, sondern auch zum Teil zivil anerkannte Fortbildungen in Labormedizin, Sterilisation, Röntgen, Telemedizin und Medizinprodukte-Betreiberverordnung.

## Einsatz
Maximen der sanitätsdienstlichen Auftragserfüllung im Einsatz sind
- die Versorgung schwerverwundeter und  polytraumatisierter Soldaten zu jeder Zeit
- die Einhaltung ziviler Standards
- der gegebenenfalls schnellstmögliche Transport zur Weiterversorgung

Diesen Grundsätzen kann nur entsprochen werden, wenn die medizinische Versorgung von Notfällen in unmittelbarem zeitlichen und örtlichen Zusammenhang mit dem Notfall steht. Das verlangt eine „gestaffelte“ Versorgungskette (Echelons) aus Leistungsbereichen und Behandlungsebenen. Die Marine ist für die sanitätsdienstliche Versorgung ihrer Soldaten im Leistungsbereich A verantwortlich, der sich in zwei Behandlungsebenen gliedert:

### Role 1
Die Role 1 umfasst die notfallmedizinische Erstversorgung und Stabilisierung der Verwundeten durch medizinisches Fachpersonal.  Er wird durch die Schiffsarztgruppe abgedeckt, zu der auf den Fregatten ein Sanitätsoffizier, ein Sanitätsmeister (Schifffahrtsmedizinischer Assistent) und bis zu vier Unteroffiziere und Mannschaften gehören.
Die Schiffslazarette sind mit modernen Geräten und Instrumenten  ausgestattet, so dass die jeweiligen Schiffsarztgruppen die präklinische Versorgung und notfallmedizinische Erstmaßnahmen leisten können. Auf längeren Seereisen ohne Einsatzgruppenversorger wird die Schiffsarztgruppe einer Fregatte oder eines Tenders um einen Chirurgen und einen Anästhesisten ergänzt (Role1 plus).

### Role 2
Die Role 2-Einrichtung ermöglicht die chirurgische und klinische Erstversorgung und wird (im Marinesanitätsdienst) grundsätzlich durch die Rettungszentren See (RZ See) auf den drei Einsatzgruppenversorgern Berlin, Frankfurt am Main und Bonn gewährleistet. Zurzeit steht der Marine materiell nur ein RZ See zur Verfügung. Da das Fachpersonal des RZ See vor allem aus dem Bereich des Zentralen Sanitätsdienstes kommt, fahren heute viele Heeres- und Luftwaffensoldaten zur See.
Neben der fachärztlichen Erstversorgung Verwundeter, Verunfallter und Erkrankter  können im RZ See Patienten überbrückend intensivmedizinisch, pflegerisch und ggf. durch unaufschiebbare Folgeeingriffe (Damage Control Surgery) versorgt werden. Grundsätzlich kann die Infrastruktur des RZ See für eingeschiffte Facharztgruppen aus den Bereichen Chirurgie, Anästhesie, Zahnmedizin, Labormedizin, Innere Medizin, Gynäkologie, Urologie etc. für die Routineversorgung genutzt werden. Die Behandlung erfolgt bis zum Transport ins Heimatland, bis zur Verlegung in eine Sanitätseinrichtung eines höheren Leistungsstandards (Leistungsbereich B, Role 3) oder bis zur gesundheitlichen Wiederherstellung bei Erkrankungen kurzer Dauer.